# 大塚国際美術館
大塚国際美術館（おおつかこくさいびじゅつかん, 英語: The Otsuka Museum of Art）は、徳島県鳴門市の鳴門公園内にある、陶板複製画を中心とした美術館。運営は一般財団法人大塚美術財団。とくしま88景に選定。

## 概要
大塚製薬グループが創業75周年事業として1998年（平成10年）に開館した美術館で、西洋名画等をオリジナルと同じ大きさに複製し展示する陶板名画美術館である。
延床面積は29,412m2で、開館当初は美術館として日本一を誇ったが、現在は2007年（平成19年）に開館した国立新美術館（47,960m2）に次ぐ日本第2位である。美術館の年間来場者数は約42万人（2018年度）。
建築費や各絵画の使用料（著作権料）などを含め、総工費400億円。坂倉建築研究所が設計し、竹中工務店が施工した。

### 建設の経緯
1971年、大塚グループ各社の相談役だった大塚正士の下に、末弟の大塚正富（当時大塚化学技術部長、現・アース製薬特別顧問）らが訪れ、鳴門海峡に面した砂浜で採取した砂でタイルを作る事業を提案。コンクリートの原料として阪神方面に売られていた徳島の砂に付加価値を高めて販売することが、大塚や徳島県のためになるとの考えからであった。
1973年、タイルを製造する大塚オーミ陶業を大阪に設立するが、その年に第一次オイルショックが発生して景気が低迷。受注のなくなった大塚オーミ陶業の技術を生かすべく、陶板に絵を描いて美術品を作ることを思いつき、その技法を確立。後に大型美術陶板化に成功し、その技術の集大成と大塚グループの75周年記念事業として構想から、使用許可・完成まで10年の歳月をかけ、美術館の建設・設置に至った。
鳴門市を建設場所に選んだのは、第1に鳴門が大塚グループ発祥の地であること。第2に大鳴門橋や明石海峡大橋や神戸淡路鳴門自動車道が完成し、阿波踊り以外に特段集客能力のない徳島県に、人の流れをせき止める『ダム』の役目がある施設を、両橋が完成する前に建設したいと考えたからであった。
建設にあたり、所在地が瀬戸内海国立公園内であるため、建設許可だけで5年の歳月をかけた。景観維持と自然公園法により、高さ13m以内とするために、一旦山を削り取り、地下5階分の構造物を含めた巨大な建物を造ったうえで、また埋め戻すという難工事となった。

## 展示
展示されている作品は、大塚オーミ陶業株式会社が開発した特殊技術によって、世界中の名画を陶器の板に原寸で焼き付けたものである。オリジナルの収集に拘るのではなく、自社技術を用いてふんだんに作品を複製・展示するという構想は、企業の文化事業としての私立美術館の中でも非常に特異な試みといえる。美術教育に資するべく、作品は古代から現代に至るまで極めて著名、重要なものばかりを展示しており、これらを原寸で鑑賞することでその良さを理解し、将来実物を現地で鑑賞して欲しい、との願いが込められている。
陶板複製画は原画と違い、風水害や火災などの災害や光による色彩の退行に非常に強く、約2,000年以上にわたってそのままの色と形で残るので、これからの文化財の記録保存のあり方に大いに貢献すると期待されている。
この特徴を生かし、大塚国際美術館では写真撮影が一定条件下で許可されていたり、直接手を触れられたり、一部作品を屋外に展示していたりする。屋外の庭園に展示されたモネの『睡蓮』などはその性質を生かした好例である。
もう一つの特徴として、今は現存しない作品（修復前の、レオナルド・ダ・ヴィンチ『最後の晩餐』・戦火で失われたゴッホの『ひまわり』）や、戦災等で各地に分散されている作品（エル・グレコの大祭壇衝立）を復元するなどの試みも行われている。
板を組み合わせることで大型化にも対応でき、ミケランジェロの『最後の審判』も、オリジナルの展示環境（システィーナ礼拝堂）全体を再現した「システィーナ・ホール」に展示されている。このホールは2004年（平成16年）5月9日、衆議院議員の後藤田正純と水野真紀の結婚披露宴が行われ、2010年（平成22年）2月27日にも夫人が徳島出身である横綱白鵬の結婚披露宴も行われている他、2009年からは将棋の王将戦・松竹の歌舞伎なども開催されている。2018年（平成30年）12月31日には地元出身のシンガーソングライター米津玄師が第69回NHK紅白歌合戦に中継出演する際の舞台にもなった。
- 館内の陶板画の写真撮影は、 ”フラッシュ及び三脚などのカメラ固定具の使用禁止”という条件で許可される（商用利用厳禁）[7]。
- 陶板複製画を原寸で展示していることから全体を1日で回ることは難しく、複数回訪れて初めて全体像を知ることが出来る美術館であると言われる（鑑賞ルートが地下3Fから地上2Fまで約4kmに渡ることから）。

### 主な展示作品
世界25ヶ国・190余の美術館が所蔵する西洋名画1,000余点を、オリジナルと同じ大きさに複製し展示している （館内では「1,075点」と説明されている）
- B3F - システィーナ・ホール、スクロヴェーニ礼拝堂、フェルメールの部屋、聖マルタン聖堂壁画、聖ニコラオス・オルファノス聖堂、聖テオドール聖堂、貝殻ヴィーナスの家、エル・グレコの部屋、ポンペイの「秘儀の間」など
- B2F - モネの大睡蓮、バロック系統展示（レンブラント「夜警」など）、ルネサンス系統展示（ダ・ヴィンチ「モナリザ」「最後の晩餐」（修復前と修復後）・ボッティチェッリ「ヴィーナスの誕生」など）
- B1F - ゴヤの家、バロック系統展示、近代系統展示（ゴッホ「ひまわり」・エドヴァルド・ムンク「叫び」・ウジェーヌ・ドラクロワ「民衆を導く自由の女神」・ジャン＝フランソワ・ミレー「落穂拾い」など）
- 1F - 現代系統展示（パブロ・ピカソ「ゲルニカ」など）
- 2F - 現代系統展示

これらの陶板複製画約1,000余点は、ピカソの子息や各国の美術館館長、館員が来日し検品を行っている。
※公式HPにて詳細な展示作品リストが公開されている。

## 基礎データ

### 建築概要
- 敷地面積 - 66,630平方メートル
- 建築面積 - 9,282平方メートル
- 延床面積 - 29,412平方メートル
- 構造 - RC造、一部K造
- 規模 - 地下5階、地上3階
- 設計 - 坂倉建築研究所東京事務所
- 施工 - 竹中工務店
- 竣工 - 1997年
- 開館 - 1998年3月21日
- 所在地 - 徳島県鳴門市鳴門町土佐泊浦字福池65番地1 鳴門公園内

### サービス施設
- レストラン「Garden」…11:00〜15:30
- カフェ「フィンセント」…10:00〜16:45
- ラウンジ「カフェ・ド・ジヴェルニー」…10:30〜16:00
- ミュージアムショップ…9:30〜17:00
  - 美術館内のミュージアムショップでは大塚食品のボンカレーのほか、徳島県のお土産品や、ここでしか買えない「ミニ陶板画」（小さな陶板に焼かれた名画）等のオリジナル商品が売られている。

### ガイド
- ギャラリートーク（展示解説） - 美術ボランティアによる定時ガイドを行っている。
  - 1時間コース - 開始時刻：11:00、13:30。
  - 2時間コース - 開始時刻：9:40、10:00、10:30、13:00[7]。※時刻の変更、休止になる場合あり。
- 音声ガイド機 - B3ミュージアムショップで貸し出しを行っている（1台500円）。

### 館内外設備
- 車椅子・ベビーカー貸出あり／コインロッカー・授乳室・救護室・多機能WC（車イス用・オストメイト対応やベビーベッドなど）・自動販売機・公衆電話 ･ AED あり
- 正面玄関は長いエスカレーター（約40m）になっている。車椅子利用者は別の入口に案内される。
- 駐車場 - 無料駐車場あり（約340台）／無料シャトルバスあり（駐車場〜美術館正面玄関）
駐車場は少し離れた場所にあるため、自家用車使用時は注意が必要。
駐車場への最終入場は15：50まで。
繁忙期は何箇所かある臨時駐車場に誘導される可能性あり。
- 警備は全般的にALSOKが行っている。
- 美術館は地下に位置するが、ドコモ・au・ソフトバンク・WiMAXが通信可能。
- 裏口にあたる鳴門公園遊歩道側の≪1階出入口≫は2015年12月1日より封鎖された。入退館は正面玄関のみとなる。
渦の道などへは正面玄関を出て、徒歩・タクシー・路線バスなどで移動可能。
- ATM - セブン銀行と阿波銀行が共同で設置（国内・海外キャッシュカード対応）

### イベント
- ひと月に2組限定で結婚式が可能（館内のスクロヴェーニ礼拝堂で挙式・システィーナホールでフラワーシャワーと写真撮影・鳴門パークヒルズで披露パーティー…という流れ）。
- 2月頃…松竹歌舞伎 ／ 6月頃…第九合唱コンサート ／ 12月頃…クリスマスコンサート… など例年のイベントや、臨時的なコンサートや絵画関係の講演会、子供や家族向けのワークショップなど多岐にわたるイベントが行われている。
- 旅行会社主催などによる美術館夜間貸切ツアー・謎解きツアー。大塚製薬関連での貸切パーティなども不定期で行われたりしている。

### 運営母体
- 一般財団法人 大塚美術財団　⇒　以下の大塚グループ9社による運営

　 大塚製薬工場／大塚製薬／大塚化学／大鵬薬品工業／大塚倉庫／アース製薬／大塚オーミ陶業／大塚食品／大塚電子

## 沿革など
- 1998年（平成10年）3月21日、大塚国際美術館開館。
- 2007年（平成19年）、館長の大塚明彦がローマ教皇庁より聖シルベストロ教皇騎士団勲章を受章。（日本国内におけるキリスト教の文化・伝統の紹介、その認知度を高めた功績によるもの）
- 2009年（平成21年）1月17日[9]～18日[10]、羽生善治王将と深浦康市王位（肩書はいずれも当時のもの）による第58期王将戦第1局がここで行われた[9]（57期の第6局で対局する予定だったが、第5局で決着がつき翌期に持ち越された）。美術館での対局は将棋界初[10][11]。このとき羽生の提案もあり最後の審判をバックにタイトル戦としては初めて対局開始から終局まで公開対局で行われた。以降も、第59期王将戦第1局（羽生善治王将対久保利明棋王）[12]、第60期王将戦第1局（久保利明王将対豊島将之六段）[13]が行われた。
- 2009年（平成21年）より毎年、システィーナ・ホールにおいて松竹により歌舞伎の興行（『システィーナ歌舞伎』）が行われている。これまでに片岡愛之助や上村吉弥らが主演をつとめている[14]。
- 2010年（平成22年）の夏に開催した「FNS27局対抗!三輪車12時間耐久レース O-1グランプリ2010」ではこの大塚国際美術館をも含めた「飛鳥IIで行く2011新春・四国こんぴら初詣クルーズ」が賞品となり、チームヘキサゴン（クリス松村・南明奈・小島よしお・田中卓志・RYOEI）が優勝してこの賞品を獲得した。
- 2011年（平成23年）10月、1998年の開館当初から、土地や建物の不動産登記が行われていなかったことが、開館から13年後に判明した。同館は「直ちに登記手続を行う」としている[15]。
- 2011年（平成23年）12月、旅行クチコミサイト「トリップアドバイザー」が発表した「行ってよかった美術館＆博物館ランキング2011」で大塚国際美術館が1位に選ばれた[16]。
- 2012年（平成24年）4月1日より、財団法人大塚美術財団は、一般財団法人大塚美術財団に変更となる。
- 2012年（平成24年）4月より、大人気コミックの「テルマエ・ロマエ」とタイアップし、週に1回程度ツアーを開催している。古代ローマ時代の絵画を中心に案内。館内のショップでは、原作コミックの販売も行われている。
- 2013年（平成25年）1月21日より、津波発生時の地域住民・観光客の一時的な避難場所となる。鳴門市と大塚国際美術館が結んだ協定で、津波発生の危険性が高いとき、市から美術館への要請にて開放される（※避難場所として開放されるのは、正面玄関 / 地下3階エントランスホール / 地下4階搬入車両・関係車両専用駐車スペース / 地上1階庭園の4か所で、営業時間内の対応が前提。4か所であわせて5,600人が避難できると試算されている。いずれの避難場所も海抜8〜40mで、県の浸水域想定には入っていない。開放期間は大津波警報や津波警報が解除され、安全が確認されるまでとされている）[17]。
- 2013年（平成25年）3月21日、開館15周年を迎える[18]。
- 2013年（平成25年）4月2日、美術館の公式Twitterを開始[19]。
- 2013年（平成25年）5月17日、美術館の公式Facebookを開始[20]。
- 2013年（平成25年）8月7日、来館者300万人達成。大阪府から来た夫婦へ、記念品として生涯有効入館券(陶板製)と美術館図録が贈られた[21]。
- 2014年（平成26年）5月31日より、映画『万能鑑定士Q -モナ・リザの瞳-』とタイアップし、館内にあるルーヴルの複製画六点を巡り、観察眼と推理力でキーワードを導き出す鑑賞ラリーを開催。
- 2014年（平成26年）6月、第二次世界大戦時の大空襲で焼失したゴッホの「ひまわり」を陶板画で再現するプロジェクトを開始。ゴッホが7枚描いたとされているひまわり絵のうち唯一現存しない作品である。展示開始は10月1日から[22]。
- 2014年（平成26年）9月、旅行クチコミサイト「トリップアドバイザー」が発表した《トラベラーズチョイスアワード》「人気の美術館・博物館トップ10（日本国内）」で大塚国際美術館が8位に選ばれた[23]。
- 2015年（平成27年）1月、前館長で、大塚ホールディングス初代会長でもあった大塚明彦氏が2014年11月に亡くなったため、美術館でお別れ会が開催された。
- 2015年（平成27年）4月、アニメ映画『名探偵コナン 業火の向日葵』と、地元映画館の北島シネマサンシャインとのコラボで、美術館入館券の半券を左記の映画館へ持っていくと、特製コナンシールが先着でもらえる[24]キャンペーンを開催。
- 2015年（平成27年）5月、世界最大の旅行クチコミサイト「トリップアドバイザー」が、優れたサービスを提供する施設に与える　《2015年エクセレンス認証》　を発表。大塚国際美術館は5年連続で「エクセレンス認証」を獲得したとして、継続的に優れたサービスを提供し続ける「殿堂入り」施設として認定された。[25]。
- 2016年（平成28年）12月～2017年3月31日限定で、綾部祐二（ピース）が美術館の広報部長に就任。
- 2017年（平成29年）11月28日、2018年3月21日より開館20周年事業として、ゴッホが描いた全7点のヒマワリを陶板で原寸大に再現し、7点全てを一堂に展示すると発表。　（現在7点のうち2点は既に展示済み）[26]。
- 2018年（平成30年）3月21日、開館20周年記念事業として、ゴッホが描いた全7点のヒマワリを陶板で原寸大に再現し、7点全てを一堂に展示。式典で大塚一郎館長は「世界でも例がない画期的な試み。色あせない陶板での再現は、文化財の記録保存と活用に寄与する」とあいさつした。
- 2018年（平成30年）12月31日、第69回NHK紅白歌合戦で米津玄師が歌唱を行った。
- 2020年（令和2年）3月から6月、新型コロナウイルス対策で休館・閉鎖。この間、市川紗椰が進行役を務める『世界で一番近い名画たち-市川紗椰が会いに行く10人の美女- 』と所蔵絵画を毎週一点ずつ紹介するミニ番組がBSテレ東で放送された。[27]
- 2023年（令和5年） 1月8日～美術館を舞台とした「学べる美術アニメ」セブンボイスミュージアム〜名画と7人の巨匠たち〜がサンテレビで放送開始。声優は土屋神葉、千葉翔也、蒼井翔太、竹内良太、畠中祐、榊原優希、佐藤拓也が務める。

## 交通アクセス
- 路線バス - 徳島バス（鳴門線 徳島駅発鳴門駅経由（一部徳島空港経由） 鳴門公園行、鳴門公園線 鳴門郵便局前発鳴門駅経由 鳴門公園行）・淡路交通淡路・徳島線 「大塚国際美術館前」バス停下車
- 高速バス - 高速鳴門バスストップで下車し、徒歩数分のところにある高速鳴門バス停前バスストップで上記の路線バスに乗り換え
- 高速バス（直通） - 海部観光バス　伊丹空港・大阪駅・なんばにて乗車し、大塚国際美術館前にて下車（※1日3往復）[28]。岸和田観光バス　なんばOCATバスターミナル又はJR神戸駅南口にて（SPA LINE 鳴門・四国[なんば・神戸－鳴門線]）に乗車し、大塚国際美術館前にて下車（※ 1日1往復）[29]。阿波エクスプレス京都号・同大阪号・同神戸号の一部便。広交観光運行のあわひろしま号。高徳エクスプレスのうち1往復（往路は徳島バス、復路は大川自動車が担当）。
- 車 - 神戸淡路鳴門自動車道・鳴門北ICより 約3分 （※美術館専用駐車場より無料シャトルバス運行）
- 空路 - 羽田空港・福岡空港→徳島空港。空港前バス停より、上記の路線バスに乗車 又は タクシー等利用　（※徳島空港〜美術館まで約30分）

※ 高速バス- 鳴門公園口バスストップより鳴門公園内の≪四国の道≫遊歩道を徒歩25分程度・・・2015年12月1日までは遊歩道直結の≪1F出入口≫があったが閉鎖された。
遊歩道経由で≪正面玄関≫まで行くことは可能であるが、山の遊歩道のため道が少々険しく時間も伸びた。

## 周辺
- 美術館正面には大塚グループの福利厚生施設「潮騒荘」がある。（因みに、こちらの総工費は30億円[31]）
- 近隣の観光施設として、鳴門公園（渦の道・エスカヒル鳴門・架橋記念館エディなど）や、観潮船（うずしお汽船・鳴門観光汽船）乗り場がある。

　　※美術館から、渦の道や観潮船乗り場までは徒歩・路線バス・タクシー等で移動可（美術館は当日に限り再入館可）。
- 近隣の宿泊施設としては、「アオアヲナルトリゾート」／「モアナコースト」／「ホテルリッジ - 鳴門パークヒルズ - 」「鳴門グランドホテル」などがある。

　　※宿泊施設から美術館までの送迎を行っているところもある。